# Qūsh-e Kohneh
Qūsh-e Kohneh (persiska: قوش کهنه) är en ort i Iran.   Den ligger i provinsen Khorasan, i den nordöstra delen av landet, 900 km öster om huvudstaden Teheran. Qūsh-e Kohneh ligger 287 meter över havet och antalet invånare är 588.
Terrängen runt Qūsh-e Kohneh är platt. Runt Qūsh-e Kohneh är det glesbefolkat, med 20 invånare per kvadratkilometer. Närmaste större samhälle är Sarakhs, 7,3 km norr om Qūsh-e Kohneh. Omgivningarna runt Qūsh-e Kohneh är i huvudsak ett öppet busklandskap.